# 흰날개펭귄
흰날개펭귄(white-flippered penguin, eudyptula albosignata)은 키는 약 30 cm (12 in), 몸무게는 1.5 kg (3.3 lb) 정도의 작은 펭귄이다. 뉴질랜드 크라이스트처치 주변의 뱅크스반도와 모투나우섬에서만 보금자리를 틀며 대략 3,750마리의 짝짓기 짝이 있다.

## 동명 학명
- Eudyptula albosignata
- Eudyptula minor albosignata
- Eudyptula minor minor morpha albosignata

## 분류
흰날개펭귄은 현재 대부분의 분류학자들에 의해 색이형의 쇠푸른펭귄(E. minor)의 아종으로 간주되고 있다. 2002년 mtDNA의 분석에 따르면 쇠푸른펭귄속에는 2개의 계통군이 있다: 하나는 흰날개펭귄을 포함하는 뉴질랜드의 북섬, 쿡 해협, 채턴섬의 작은 펭귄들을 포함하는 계통군, 나머지 하나는 오스트레일리아와 뉴질랜드 남섬 남동부 해안의 작은 펭귄들을 포함하는 두 번째 계통군이다.

## 서식
흰날개펭귄은 곶, 동굴, 암석에 거주한다. 대부분 뉴질랜드 캔터베리에서 볼 수 있다.

## 일반적인 행동
흰날개펭귄은 육지에서 주로 야행성 동물이며 이러한 관점에서 다른 펭귄들과 구별된다. 낮에는 조류 군집으로 머물러 있다가 어두워지면 떠났다가 새벽이 되기 전에 돌아오는 습성이 있어서 이 점 또한 다른 펭귄들과 차별된다. 그러나 뱅크스반도에서는 일부 새들이 낮동안 자신들의 굴 밖의 땅에서 관찰되기도 한다.

## 번식
흰날개펭귄은 7월부터 12월까지 알을 낳으며 대부분은 8월부터 11월까지 낳는다. 33~39일 간 알을 품는다. 50~65일 후 새끼들이 깃털이 난다.

## 보존
2010년 8월 흰날개펭귄은 미국 절멸 위기종 보호법에 의해 멸종 위기종으로 등재되었다.